# ISO 3166-2:TN
ISO 3166-2:TN — стандарт Международной организации по стандартизации, который определяет геокоды. Является подмножеством стандарта ISO 3166-2, относящимся к Тунису.
Стандарт охватывает 24 вилайета Туниса. Каждый геокод состоит из двух частей: кода Alpha 2 по стандарту ISO 3166-1 для Туниса — TN и дополнительного кода, записанных через дефис. Дополнительный код вилайета образован двухсимвольным числом. Геокоды вилайетов Туниса являются подмножеством кодов домена верхнего уровня — TN, присвоенного Тунису в соответствии со стандартами ISO 3166-1.

## Геокоды Туниса
Геокоды 24 вилайетов административно-территориального деления Туниса.
| Геокод | Административная единица | Статус  |
| ------ | ------------------------ | ------- |
| TN-12  | Арьяна                   | вилайет |
| TN-31  | Беджа                    | вилайет |
| TN-13  | Бен-Арус                 | вилайет |
| TN-23  | Бизерта                  | вилайет |
| TN-81  | Габес                    | вилайет |
| TN-71  | Гафса                    | вилайет |
| TN-32  | Джендуба                 | вилайет |
| TN-41  | Кайруан                  | вилайет |
| TN-42  | Касерин                  | вилайет |
| TN-73  | Кебили                   | вилайет |
| TN-14  | Мануба                   | вилайет |
| TN-33  | Эль-Кеф                  | вилайет |
| TN-53  | Махдия                   | вилайет |
| TN-82  | Меденин                  | вилайет |
| TN-52  | Монастир                 | вилайет |
| TN-21  | Набуль                   | вилайет |
| TN-61  | Сфакс                    | вилайет |
| TN-43  | Сиди-Бу-Зид              | вилайет |
| TN-34  | Сильяна                  | вилайет |
| TN-51  | Сус                      | вилайет |
| TN-83  | Татавин                  | вилайет |
| TN-72  | Таузар                   | вилайет |
| TN-11  | Тунис                    | вилайет |
| TN-22  | Загван                   | вилайет |

## Геокоды пограничных Тунису государств
- Алжир — ISO 3166-2:DZ (на западе),
- Ливия — ISO 3166-2:LY (на юго-востоке).